# Ljungan
Ljungan je řeka ve střední části Švédska (Västernorrland, Jämtland). Celková délka toku činí 350 km. Plocha povodí měří 12 900 km².

## Průběh toku
Pramení na východních svazích Skandinávského pohoří a protíná jižní Nordlandskou vrchovinu. Protéká celou řadou jezer, mezi nimiž vytváří četné peřeje a vodopády. Ústí do Botnického zálivu Baltského moře.

## Vodní režim
Zdrojem vody jsou převážně sněhové srážky. Průměrný průtok vody činí 140 m³/s. Zamrzá na 6 až 7 měsíců.

## Využití
Využívá se k zisku vodní energie a k plavení dřeva.